# كائن خارق

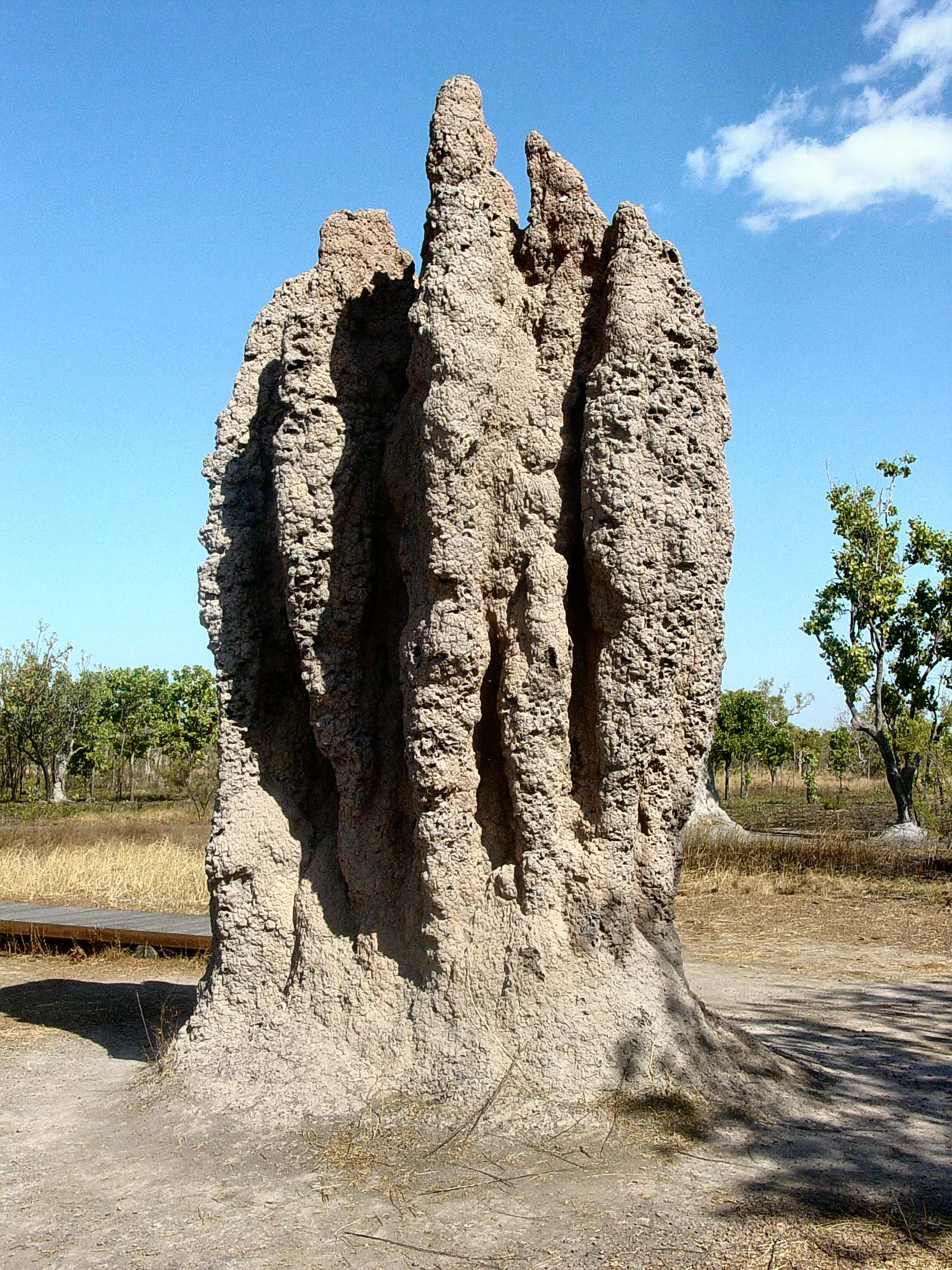
تل خاص بمستعمرة نمل أبيض صنع بواسطة نمل الكاتدرائية الأبيض.

الكائن الخارق أو الكائن الفائق (المصطلح الأخير الأقل استخداما في كثير من الأحيان ولكن أكثر اختلافا من الناحية الأخلاقية)   هو مجموعة من الكائنات المتفاعلة من نفس النوع. ويسمى مجتمع من الكائنات الحية المتفاعلة من الأنواع المختلفة (هولوبيونت).

## المفهوم
يستخدم مصطلح «كائن خارق» في معظم الأحيان لوصف وحدة اجتماعية من الحيوانات الاجتماعية، حيث تقسيم العمل هو درجة عالية من التخصص، حيث الأفراد غير قادرين على البقاء على قيد الحياة بمفردهم لفترات طويلة. النمل هم أفضل مثال معروف لما يسمى كائن خارق. يمكن تعريف الكائن الخارق  بأنه «مجموعة من العوامل التي يمكن أن تعمل بشكل متضافر لإنتاج الظواهر التي تحكمها الجماعة»، الظواهر هي أي نشاط «ما يتطلب لخدمة الخلية» مثل النمل يجمع الغذاء ويتجنب الحيوانات المفترسة. أو النحل يقوم باختيار موقع عش جديد. الكائنات العظمية تميل إلى إظهار التوازن، القوة، القانون،التحجيم، وعدم التوازن المستمر والسلوكيات الناشئة.
تم صياغة هذا المصطلح في عام 1789 بواسطة جيمس هوتون، «أب الجيولوجيا»، للإشارة إلى الأرض في سياق الفيزيولوجيا الجيولوجية. واقترحت فرضية جايا  لجيمس لوفلوك،  ولين مارغوليس، وكذلك عمل هوتون، فلاديمير فيرنادسكي وجاي مورشي، أن المحيط الحيوي نفسه يمكن اعتباره كائن عظمى، على الرغم من هذا فقد تم التشكيك فيه بقوة. ويرتبط هذا الرأي بنظرية النظم وديناميات نظام معقد.
يزيد مفهوم الكائن العظمي من اعتبارالفرد. يقول نقد توبي تيريل لفرضية غايا أن النظام المناخي للأرض لا يشبه النظام الفسيولوجي للحيوان. لا تخضع الكواكب الحيوية للتنظيم الصارم بنفس الطريقة التي تكون بها الأجسام الحيوانية: "الكواكب، على عكس الحيوانات، ليست من منتجات التطور، ولذلك يحق لنا أن نكون متشككين جدا (أو حتى نائبين تماما) حول ما إذا كنا نتوقع شيئا أقرب إلى" كائن خارق".
هو يستنتج أن «تشبيه الكائن الخارق العظيم لا مبرر له». مع ذلك، كما تقول نظرية غايا فهو مستوى نظامي آخر من التكامل في الطبيعة، على وجه التحديد له خصائص لا يمكن الاستدلال عليها من مكوناتها.

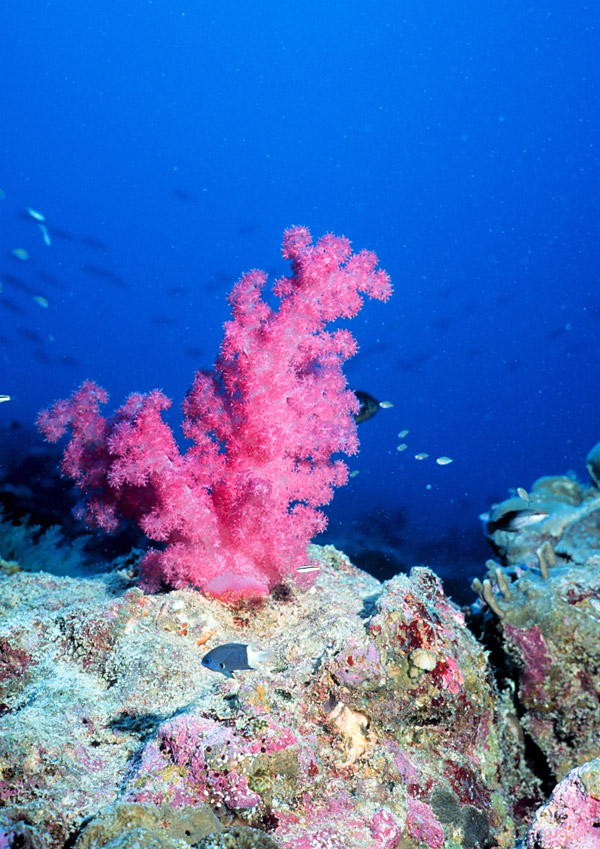
مستعمرة المرجان

 اقترح بعض العلماء أن البشر الأفراد يمكن أن ينظر إليهم على أنهم «كائنات خارقة». كما أن الجهاز الهضمي البشري نموذجي يحتوي على 1013-1014 من الكائنات الحية الدقيقة التي تسمى (الجينوم)، تم دراسة الميكروبيوم بواسطة مشروع الميكروبيوم البشري، يحتوي على ما لا يقل عن 100 ضعف عدد الجينات مثل الجينوم البشري نفسه. يدرك سالفوتشي أن الكائن الخارق هو مستوى آخر من التكامل الذي لوحظ في الطبيعة. تشمل هذه المستويات الجينومية، والكائنات العضوية والمستويات الإيكولوجية. التركيب الجيني للكائن الحي يكشف عن الدور الأساسي للاندماج والتخريب الجيني خلال التطور.

## في النظرية الاجتماعية
صاغ مفكر القرن التاسع عشر هربرت سبنسر مصطلح العضوية الخارقة للتركيز على التنظيم الاجتماعي (الفصل الأول من مبادئه لعلم الاجتماع بعنوان "التطور العضوي الخارق"،  على الرغم من أن هذا كان على ما يبدو تمييزا بين العضوية والاجتماعية، وليس هوية: سبنسر استكشاف الطبيعة الشاملة للمجتمع ككائن اجتماعي في حين تميز الطرق التي لم يتصرف المجتمع مثل كائن حي.  بالنسبة لسبنسر، فإن العضوية الخارقة كانت خاصية ناشئة للكائنات الحية المتفاعلة، أي البشر. كما قال جيمس فيليبس، هناك "فرق بين الظهور والانخفاض.
توسع الخبير الاقتصادي كارل مينغر على الطبيعة التطورية لنمو اجتماعي كبير، ولكن دون التخلي أبدا عن الفردية المنهجية. قال مينجر أن العديد من المؤسسات الاجتماعية نشأت، وليس "نتيجة لأسباب تالية اجتماعيا، بل النتيجة غير المقصودة لجهود لا حصر لها من جانب موضوعات اقتصادية تسعى إلى تحقيق مصالح " فردية".
تجادل سبنسر ومنجر في ذلك لأنهم الأفراد من يختارون ويمثلون، ينبغي اعتبار أي مجتمع كامل بأنه أقل من كائن حي، على الرغم من أن مينجر أكد هذا أكثر تأكيدا. استخدم سبنسر الفكرة العضوية للدخول في تحليل موسع للهيكل الاجتماعي، واعترف بأنه كان في المقام الأول تشبيها. لذلك، بالنسبة لسبنسر، كانت فكرة العضوية الفائقة أفضل مستوى متميز من الواقع الاجتماعي أعلى من علم الأحياء وعلم النفس، وليس هوية الفرد بالنسبة لكائن حي. مع ذلك، فقد أكد سبنسر أن "كل كائن حي ذي حجم ملموس هو مجتمع، مما يشير إلى أن البعض قد يكون موضوعيا.
تم تبني مصطلح العضوية الخارقة من قبل الأنثروبولوجي ألفريد إل. كرويبر في عام 1917. تم تحليل الجوانب الاجتماعية لمفهوم الكائنات الخارقة في مارشال عام (2002). وأخيرا، عرض العمل الأخير في علم النفس الاجتماعي الاستعارة الخارقة كإطار موحد لفهم الجوانب المتنوعة للاشتراكية الإنسانية، مثل الدين، والمطابقة، وعمليات الهوية الاجتماعية.

## في علم التصنيفات
الكائنات الحية الخارقة هامة في علم التحكم الآلي، وخاصة علم التصنيفات. هي تظهر شكلا من أشكال «الذكاء الموزع»، وهو نظام يستطيع فيه العديد من الوكلاء الأفراد ذوي الذكاء والمعلومات المحدودة تجميع الموارد لتحقيق هدف يتجاوز قدرات الأفراد. وجود مثل هذا السلوك في الكائنات الحية له العديد من الآثار على التطبيقات العسكرية والإدارية، وتجري حاليا البحوث على ذلك بنشاط.